# Éparchie Saint-Charbel de Buenos Aires des Maronites
L'éparchie Saint-Charbel de Buenos Aires des Maronites (en latin : eparchia Sancti Sarbelii Bonaërensis Maronitarum ; en espagnol : eparquía San Charbel en Buenos Aires de los maronitas) est une éparchie de l'Église maronite en Argentine, suffragante de l'archidiocèse de Buenos Aires.

## Territoire et Histoire
L'éparchie est érigée le 5 octobre 1990 par le pape Jean-Paul II; elle a juridiction sur tous les fidèles de l'Église maronite qui résident en Argentine. Le siège éparchial est à Buenos Aires où se trouve la cathédrale Saint Maron (es) avec 4 paroisses dans tout le pays.

## Éparques
- Charbel Georges Merhi C.M.L ((5 octobre 1990 - 17 avril 2013)[2]
  - Juan Habib Chamieh, O.M.M (17 avril 2013 - 22 novembre 2019) administrateur apostolique[3]
- Juan Habib Chamieh, O.M.M, depuis le 22 novembre 2019